# 日本工業用水協会
一般社団法人日本工業用水協会（にほんこうぎょうようすいきょうかい、JAPAN INDUSTRIAL WATER ASSOCIATION）は、工業用水道事業の普及・促進を図り、産業の発展に寄与することを目的とした各種事業を行う一般社団法人である。
2023年(令和5年)6月19日現在、愛知県公営企業管理者が会長を務めている。

## 本部所在地
- 〒113-0034 東京都文京区湯島1-6-8 中央自動車ビル8階
- TEL:03-6240-0930

## 沿革
- 1958年（昭和33年） ‐ 「工業用水道促進協議会」と「工業用水研究会」を発展的に解消し、「社団法人日本工業用水協会」を設立。
- 2013年（平成25年） ‐ 「一般社団法人日本工業用水協会」に移行。

## 主な事業

### 工業用水道事業の推進
工業用水の合理的かつ安定的な供給を目的とし、工業用水道事業に対する国の助成措置の創設及びその拡充強化に関する要望活動を行っている。

### 調査研究に関する事業
各種委員会を設置し、工業用水道事業の経営の諸問題の検討や、工業用水道施設の計画・設計・維持管理などの標準化、合理化の調査研究、工業用水・排水の水質、試験方法、水処理技術、水使用合理化方策の調査研究などを行っている。

### 講習会に関する事業
工業用水・排水に関する技術的課題を中心とするセミナーや、工業用水道事業の技術者に対する研修会などを開催している。

### 出版に関する事業
会誌「工業用水」（隔月刊）及び、工業用水に関する各種の図書を発行している。

### 工業用水道管弁類等製造事業場の認定並びに工業用水道用品の検査
1966年(昭和41年)以降、各種管弁類等について、製造事業場の生産設備、製造条件、品質管理などを審査・認定している。また、工業用水道に使用する各種管弁類等について、日本水道協会に委託して製品検査を行い、事業団体の検収検査を代行している。